# Burbank (okrug Santa Clara, Kalifornija)
Burbank je naseljeno područje za statističke svrhe u američkoj saveznoj državi Kalifornija. Prema popisu stanovništva iz 2010. u njemu je živjelo 4,926 stanovnika.